# Bandar (upazila)
Bandar (en bengali : বন্দর) est une upazila du Bangladesh dans le district de Narayanganj. En 2011, on y dénombrait 312 841 habitants.